# Salmo 24
El salmo 24  es, según la numeración hebrea, el vigesimocuarto salmo del Libro de los salmos de la Biblia. Corresponde al salmo 23 según la numeración de la Biblia Septuaginta griega, empleada también en la Vulgata latina. Por este motivo, recogiendo la doble numeración, a este salmo también se le refiere como el salmo 24 (23).
Se lo conoce también, por su primer verso en latín como «Domini est terra et plenitudo eius orbis terrarum». La autoría del salmo se atribuye a David.
El salmo es una parte habitual de las liturgia judía, católica, anglicana y protestante. Se ha puesto música a menudo, en particular por Heinrich Schütz y Lili Boulanger. La sección «Levanta la cabeza, oh puertas», se ha asociado con Adviento, y ha sido parafraseada en himnos. Georg Friedrich Händel lo estableció en la segunda parte de él Mesías, en la escena llamada «Ascensión».

## Antecedentes

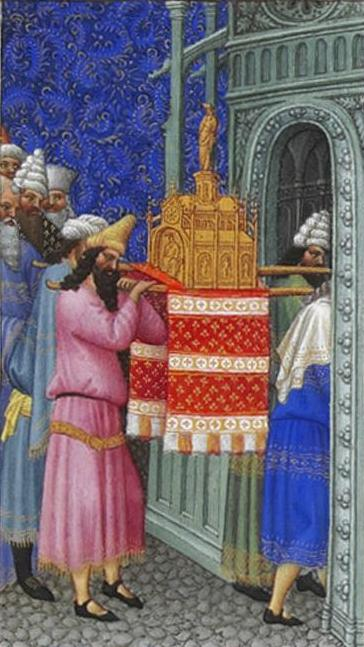
El Arca de la Alianza llevada al Templo, desde Las muy ricas horas del Duque de Berry (principios del siglo XV).

David pudo componer este salmo después de comprar el Monte del Templo, con la intención de que su hijo, Salomón, lo cantara en la dedicación del Templo. En los versículos 7 y 9, instruye a las puertas del Templo a abrirse para recibir la gloria de Dios en ese momento. El Talmud señala que cuando Salomón vino a dedicar el Templo y traer el Arca de la Alianza, las puertas se negaron a abrir. Accedieron solo después de que Salomón oró para que abrieran por el mérito de su padre, David.  Otro posible Sitz im Leben del Salmo 24 es la situación descrita en  I Crónicas 15 y II Samuel 6 donde David lleva el Arca de la Alianza desde la casa de Obed-Edom hasta el tabernáculo en Jerusalén.
En el servicio del Templo, el Salmo 24 fue designado como el Salmo del día para el primer día de la semana (domingo), y fue cantado por los levitas después de la ofrenda del sacrificio diario regular (tamid).  Esta tradición continuó en la diáspora, ya que el salmo se canta los domingos en las sinagogas de todo el mundo.
En el pensamiento cristiano, este salmo se refiere al reino de Cristo, y los versículos 7-10 representan la ascensión al cielo. Comentaristas recientes, como Charles Spurgeon escribe: "El que, recién salido de la cruz y la tumba, ahora atraviesa las puertas de la Nueva Jerusalén es más alto que los cielos; grandes y eternos como son, esas puertas de perlas no son dignas de él ante quien los cielos no son puros, y quien carga a sus ángeles con locura. Alza tus cabezas, oh puertas ".  Henry está de acuerdo, y agrega que el arca que fue traída a Jerusalén simboliza a Cristo entrando al cielo, "y la bienvenida que se le da allí".

## Temas
El Midrash Tehillim observa la inversión de las dos primeras palabras de este salmo en comparación con la anterior, el Salmo 23 . El Salmo 23 comienza, "Mizmor LeDavid , una canción de David", mientras que este salmo comienza, "LeDavid Mizmor , de David, una canción". El Midrash explica que Mizmor LeDavid indica que primero David tocó su arpa, y luego el espíritu de Dios descansó sobre él. LeDavid Mizmor indica que primero fue imbuido del espíritu santo, y luego jugó.
El Talmud en Berajot 35 ab comenta sobre la discrepancia entre el versículo 1, "El mundo y sus contenidos pertenecen a Dios", y el Salmo 115 : 16, "Los cielos son de Dios, pero la tierra que Él ha dado a los humanos". Concluye que estos versículos expresan la importancia de decir una bendición sobre la comida. Antes de decir una bendición, la comida le pertenece a Dios y consumirla sería como robar, pero después de decir la bendición, uno tiene permiso para comerla.

## Texto

### Versión de la Biblia hebrea
El siguiente es el texto hebreo del Salmo 24:
| Verso | Hebreo                                                           |
| ----- | ---------------------------------------------------------------- |
| 1     | לְדָוִ֗ד מִ֫זְמ֥וֹר לַֽ֖יהֹוָה הָאָ֣רֶץ וּמְלוֹאָ֑הּ תֵּ֜בֵ֗ל וְיֹ֣שְׁבֵי בָֽהּ                        |
| 2     | כִּי ה֖וּא עַל־יַמִּ֣ים יְסָדָ֑הּ וְעַל־נְ֜הָר֗וֹת יְכֽוֹנְנֶֽהָ                             |
| 3     | מִי־יַֽ֖עֲלֶה בְּהַ֣ר יְהֹוָ֑ה וּמִי־יָ֜ק֗וּם בִּמְק֥וֹם קָדְשֽׁוֹ                             |
| 4     | נְקִ֥י כַפַּ֗יִם וּבַ֪ר לֵ֫בָ֥ב אֲשֶׁ֚ר לֹֽא־נָשָׂ֣א לַשָּׁ֣וְא נַפְשִׁ֑י (כתיב נַפְשִׁו) וְלֹ֖א נִשְׁבַּ֣ע לְמִרְמָֽה |
| 5     | יִשָּׂ֣א בְ֖רָכָה מֵאֵ֣ת יְהֹוָ֑ה וּ֜צְדָקָ֗ה מֵֽאֱלֹהֵ֥י יִשְׁעֽוֹ                               |
| 6     | זֶה דּ֣וֹר דֹּֽרְשָׁ֑יו (כתיב דֹּֽרְשָׁ֑ו) מְבַקְשֵׁ֥י פָ֜נֶ֗יךָ יַֽעֲקֹ֣ב סֶֽלָה                     |
| 7     | שְׂא֚וּ שְׁעָרִ֨ים \| רָֽאשֵׁיכֶ֗ם וְ֖הִנָּֽשְׂאוּ פִּתְחֵ֣י עוֹלָ֑ם וְ֜יָב֗וֹא מֶ֣לֶךְ הַכָּבֽוֹד             |
| 8     | מִ֥י זֶה֘ מֶ֚לֶךְ הַכָּ֫ב֥וֹד יְֽ֖הֹוָה עִזּ֣וּז וְגִבּ֑וֹר יְ֜הֹוָ֗ה גִּבּ֥וֹר מִלְחָמָֽה                  |
| 9     | שְׂא֚וּ שְׁעָרִ֨ים \| רָֽאשֵׁיכֶ֗ם וּ֖שְׂאוּ פִּתְחֵ֣י עוֹלָ֑ם וְ֜יָבֹא מֶ֣לֶךְ הַכָּבֽוֹד                |
| 10    | מִ֚י ה֣וּא זֶה֘ מֶ֪לֶךְ הַכָּ֫ב֥וֹד יְהֹוָ֥ה צְבָא֑וֹת ה֚וּא מֶ֖לֶךְ הַכָּב֣וֹד סֶֽלָה                 |

### Versión de la Biblia de Rey Jacobo
1. La tierra es del SEÑOR y su plenitud; el mundo y los que habitan en él.
2. Porque lo fundó sobre los mares, y lo estableció sobre las inundaciones.
3. ¿Quién ascenderá a la colina del SEÑOR ? ¿o quién se parará en su lugar santo?
4. El que tiene manos limpias y un corazón puro; quien no ha alzado su alma a la vanidad, ni ha jurado engañosamente.
5. El recibirá bendición del SEÑOR, y justicia del Dios de salvación.
6. Esta es la generación de los que lo buscan, que buscan tu rostro, oh Jacob. Selah
7. Alza tus cabezas, oh puertas; y levantenos, puertas eternas; y el Rey de gloria entrará.
8. ¿Quién es este rey de la gloria? El SEÑOR fuerte y poderoso, el SEÑOR poderoso en la batalla.
9. Alza tus cabezas, oh puertas; incluso levántalas, puertas eternas; y el Rey de gloria entrará.
10. ¿Quién es este rey de la gloria? El SEÑOR de los anfitriones, él es el Rey de la gloria. Selah.

## Usos

### Judaísmo
El Salmo 24 se designa como el Salmo del Día para el primer día de la semana (domingo) en las liturgias Askenazi y Sefardí. Los judíos Askenazi también recitan el salmo mientras el rollo de la Torá se lleva de regreso al arca los días de semana, Rosh Jodesh, festividades judías y durante la oración de la tarde del Sabbat. Tanto los judíos asquenazíes como los sefardíes lo recitan en Rosh Hashaná e Yom Kipur después de la oración de la tarde.  En el Siddur Avodas Yisroel, el salmo también se dice después de Aleinu durante la oración de la noche durante la semana.  Algunas congregaciones recitan este salmo durante el hakafot en Simjat Torá.
El versículo 1 es dicho por la tierra en Perek Shirah. Además, los versículos 7-8 son la primera llamada del gallo, y los versículos 9-10 son la segunda llamada del gallo, en ese texto antiguo.
El versículo 5 es un "versículo acompañante" para la palabra yissa (en hebreo : יִשָּׂא , que el se convierta) en la Bendición de Aarón (Números 6:26).
Los versículos 7-10 están incluidos en los diez versículos recitados durante la sección de Malchuyot en el Musaf Amidá en Rosh Hashaná.
El Salmo 24 también se recita como una oración por el éxito financiero y para protegerse de una inundación.

### Nuevo Testamento
- El versículo 1 se cita en I Corintios 10:28[13]

### Catolicismo
Es una de las cuatro oraciones de invitación del oficio diario de la Liturgia de las horas. Para facilitar la comprensión se le asigna a cada salmo un título en rojo (rúbrica) que no forma parte del salmo. El título del Salmo 24 es Entrada solemne de Dios en su templo.

### Protestantismo
El ministro protestante Georg Weissel parafraseó la última sección del Salmo 24 como un himno de Adviento , " Macht hoch die Tür " (elevar la puerta) en 1623.  Se convirtió en el número 1 en el himnario protestante actual Evangelisches Gesangbuch (EG),  y aparece en la mayoría de los himnarios alemanes, incluido el Gotteslob católico (GL 218). Catherine Winkworth lo tradujo como "Levanta la cabeza, puertas poderosas" en 1853.
El título del himno " Ven, rey todopoderoso ", publicado por primera vez en 1757,  se basa en el versículo 10 de este salmo.
En el Salterio (libro de salmos) de 2003 de la Iglesia Libre de Escocia , Sing Psalms , la versión métrica del Salmo 24 comienza "El mundo y todo en él son de Dios, todos los pueblos de la tierra" y se establece en el medidor común . Las melodías recomendadas son Natividad , Praetorius , Winchester y St. George's, Edimburgo.

## Configuraciones musicales
Heinrich Schütz estableció el salmo en alemán para el coro como parte de su configuración del Salterio Becker como SWV 121, "Die Erd und was sich auf ihr regt" (La Tierra y lo que se mueve sobre ella).  Andreas Hammerschmidt compuso un motete de seis partes , " Machet die Tore weit " ( Ampliar las puertas), estableciendo los versículos 7–9.  versículos 7-10 se encuentran en el Mesías de Handel, Parte II (Estribillo, levanta la cabeza ) en 1742, en una escena llamada "Ascensión".
Lili Boulanger estableció todo el salmo en francés, La terre appartient à l'Eternel en 1916 para coro mixto, órgano, conjunto de metales, timbales y 2 arpas.